# Estadio Municipal de Porto Novo (Santo Antão)
El estadio Municipal de Porto Novo es un campo de fútbol de la ciudad de Porto Novo en la isla de Santo Antão de Cabo Verde. Es un estadio de césped artificial construido en el año 2009 con una capacidad de 2.500 espectadores. En él se disputan los partidos de los equipos del municipio de Porto Novo. En septiembre de 2014 se cambió el césped artificial, ya que el existente se encontraba muy deteriorado.